# Leptogenys emeryi
Leptogenys emeryi är en myrart som beskrevs av Auguste-Henri Forel 1901. Leptogenys emeryi ingår i släktet Leptogenys och familjen myror. Inga underarter finns listade i Catalogue of Life.